# Golf aux Jeux olympiques de la jeunesse de 2014
Navigation
Édition suivante
Les épreuves de golf aux jeux olympiques de la jeunesse d'été de 2014 ont lieu au Zhongshan International Golf Club de Nankin, en Chine, du 19 au 26 août 2014.

## Qualification
Chaque CNO peut qualifier 2 golfeurs, 1 garçon et 1 fille.
Pour participer, les athlètes doivent être nés entre le 1er janvier 1996 et 31 décembre 1998
| Compétition                          | Lieu | Date        | Total Places | Garçons qualifiés | Filles qualifiées |
| ------------------------------------ | ---- | ----------- | ------------ | --- | --- |
| Organisateur                         | -    | -           | 1/0          | Chine | |
| Combined World Amateur Golf Rankings | -    | 8 juin 2014 | 26           | Australie Autriche Belgique Canada Danemark Finlande France Allemagne Royaume-Uni Hong Kong Inde Irlande Italie Japon Corée du Sud Mexique Pays-Bas Nouvelle-Zélande Norvège Slovénie Afrique du Sud Espagne Suède Taipei chinois Thaïlande Venezuela | Australie Autriche Belgique Canada Danemark Finlande France Allemagne Royaume-Uni Hong Kong Inde Irlande Italie Japon Corée du Sud Mexique Pays-Bas Nouvelle-Zélande Norvège Slovénie Afrique du Sud Espagne Suède Taipei chinois Thaïlande Venezuela |
| Invitation                           | -    | -           | 4/3          | Îles Cook Guam Panama Swaziland | Îles Cook Guam Swaziland |
| Quota réattribué                     | -    | -           | 1/3          | Malaisie | Argentine Malaisie Suisse |
| TOTAL                                |      |             | 32           | | |

## Programme
Le programme est le suivant :
Les horaires sont ceux de Chine (UTC+8)
| Date    | Jour     | Début | Compétition                                                          |
| ------- | -------- | ----- | -------------------------------------------------------------------- |
| 19 août | Mardi    | 08:30 | Individuel garçons : 1re manche Individuel filles : 1re manche       |
| 20 août | Mercredi | 08:30 | Individuel garçons : 2e manche Individuel filles : 2e manche         |
| 21 août | Jeudi    | 08:30 | Individuel garçons : manche finale Individuel filles : manche finale |
| 24 août | Dimanche | 08:30 | Mixte par équipes : Foursome                                         |
| 25 août | Lundi    | 08:30 | Mixte par équipes : Fourball                                         |
| 26 août | Mardi    | 08:30 | Mixte par équipes : stroke-play individuel                           |

## Compétitions
| Compétition        | Or                                | Argent                               | Bronze                                |
| ------------------ | --------------------------------- | ------------------------------------ | ------------------------------------- |
| Individuel garçons | Renato Paratore                   | Marcus Kinhult                       | Danthai Boonma                        |
| Individuel filles  | Lee Soyoung                       | Cheng Ssu-Chia                       | Supamas Sangchan                      |
| Mixte par équipes  | Suède Marcus Kinhult Linnea Strom | Corée du Sud Youm Eun Ho Lee Soyoung | Italie Renato Paratore Virginia Carta |

## Tableau des médailles
| Rang  | Nation | Or | Argent | Bronze | Total |
| ----- | ------ | -- | ------ | ------ | ----- |
| 1     |        |    |        |        |       |
| Total |        |    |        |        |       |